# George Henry Stokes
Pour les articles homonymes, voir George Stokes et Stokes.
George Henry Stokes (22 juin 1876-19 avril 1959) est un homme politique canadien de l'Ontario. Il est député fédéral conservateur et progressiste-conservateur de la circonscription ontarienne de Hastings-Sud de 1925 à 1935.

## Biographie
Né à Rawdon Township en Ontario, Stokes travaille comme agriculteur et éleveur de vaches ayrshires.
Il travaille comme greffier de Hungerford Township (en) de 1901 à 1915 et ensuite préfet du canton de 1927 à 1931. Il sert aussi comme shérif du comté de Hastings de 1931 à 1935.
Élu en 1940 et réélu en 1945, il ne se représente pas en 1949.